# Kutmichevitsa

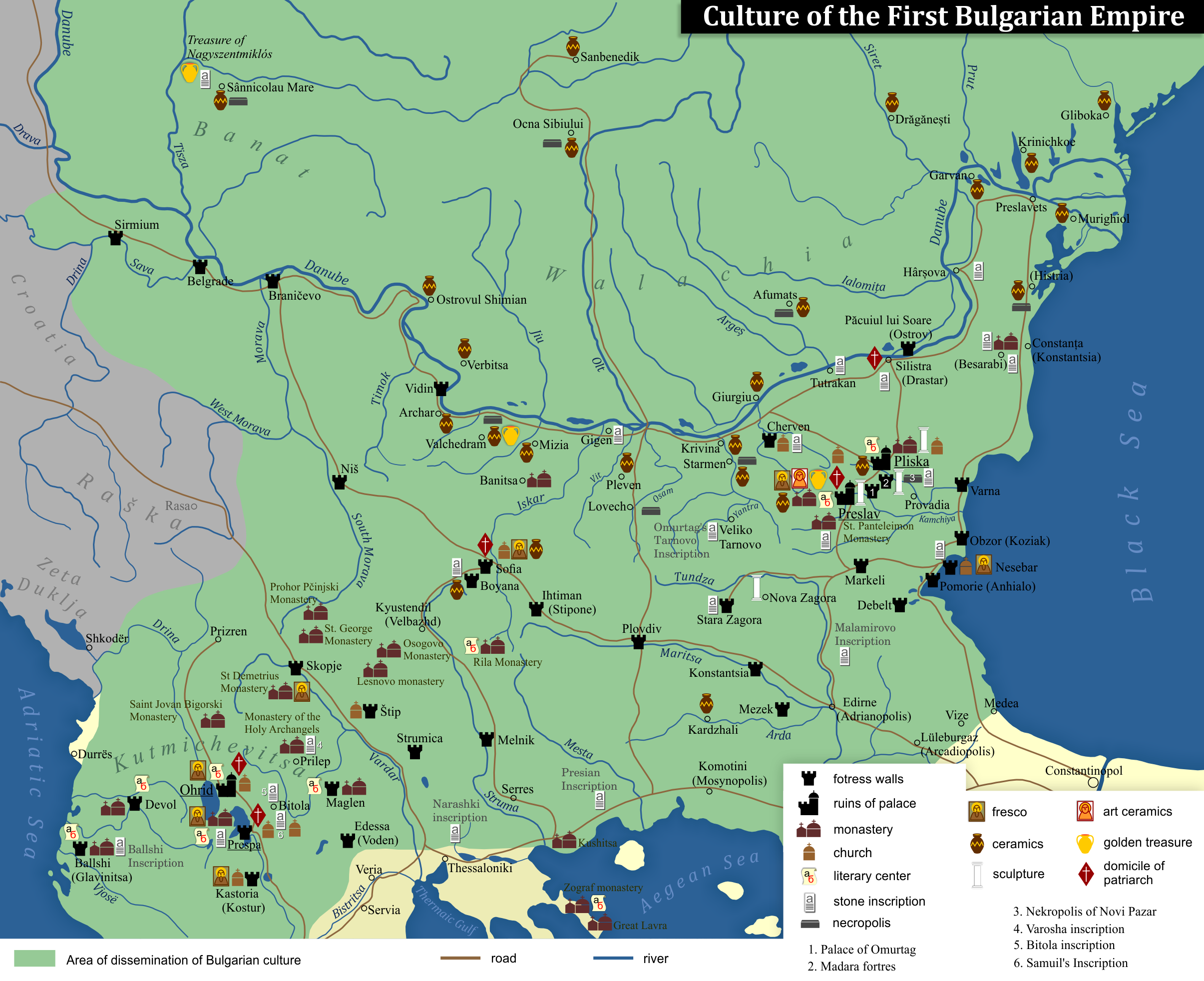
Sur la carte, la zone est indiquée en anglais.

Kutmichevitsa est une région bulgare historique de l'époque du Premier Empire bulgare. Les proto-bulgares de Kouber se sont installés dans cette région, dont les artefacts sont deux trésors d'or — Trésor de Vrap et Trésor d'Ersekë.
Dans la région des centres d'Ohrid et de Dévol, Clément d'Ohrid est considéré comme le fondateur de l'École littéraire d'Ohrid et a formé 3 500 élèves dans les années 886-893,.
Les frontières du district sont conditionnelles, mais elles couvraient certainement le sud de l'Albanie d'aujourd'hui, la partie sud de l'actuelle Macédoine du Nord jusqu'au fleuve Vardar, ainsi qu'une partie ou la totalité de l'Épire qui fait maintenant partie de la Grèce.
Dans la région se trouvait la forteresse Tomorrnitsa, qui était le dernier pilier de l'État bulgare avant la domination byzantine sur les terres bulgares.
En l'honneur du travail pédagogique de Clément d'Ohrid, l'Université de Sofia porte son nom.